# ADME
ADME és l'acrònim d'Absorció, Distribució, Metabolització i Excreció, i descriu l'efectivitat d'un compost farmacèutic dins d'un organisme. Els quatre criteris són tots crítics davant de l'èxit del compost com a fàrmac:
AbsorcióAbans que un compost siga biològicament actiu, ha d'entrar dins del corrent circulatori — normalment per via de les superfícies de les mucoses com el tracte digestiu (absorció intestinal). La resposta dins dels òrgans o cèl·lules diana també ha d'estar assegurat. Açò pot ser un seriós problema en barreres naturals com la barrera hematoencefàlica.
DistribucióS'ha de tenir en compte que el compost és transportat al seu lloc efector, molt sovint per via el corrent circulatori.
MetabolitzacióEls compostos han de ser decompostos químicament una vegada hagen realitzat la seua funció o també, en un altre cas, poden acumular-se als teixits i seguir el seu curs natural. En alguns casos les modificacions perquè el compost siga actiu farmacològicament es produeixen dins l'organisme.
ExcrecióEls compostos metabolitzats han de ser expulsats de l'organisme perquè els compostos no s'acumulen en alguns llocs de l'organisme on podria ser seriosament perjudicial.
Quan l'alliberament de la substància (d'una coberta protectora, etc.) és considerat, aleshores es parla de LADME. També, de vegades, la toxicitat real o potencial del compost es té en compte (ADME-Tox o ADMET).
En química computacional s'intenta predir les qualitats ADME-Tox dels compostos mitjançant mètodes com QSPR / Relació estructura-activitat quantitativa (QSAR).